# Медведица (Троицкое сельское поселение)
Медведица — деревня в составе Троицкого сельского поселения Шарьинского района Костромской области России.

## География
Деревня расположена у ручья Поповка.

## История
Согласно Спискам населенных мест Российской империи в 1872 году деревня относилась к 2 стану Ветлужского уезда Костромской губернии. В ней числилось 16 дворов, проживало 59 мужчин и 71 женщина.
Согласно переписи населения 1897 года в деревне проживало 93 человека (41 мужчина и 52 женщины).
Согласно Списку населенных мест Костромской губернии в 1907 году деревня относилась к Гагаринской волости Ветлужского уезда Костромской губернии. По сведениям волостного правления за 1907 год в деревне числилось 33 крестьянских дворов и 157 жителей. Основным занятием жителей деревни был лесной промысел.

## Население
| 2008 | 2010 | 2014 |
| ---- | ---- | ---- |
| 8    | ↘6   | ↘2   |